# FC Teutonia München
A Fußball-Club Teutonia egy müncheni labdarúgócsapat.

## Története
A sportegyesület FC Teutonia München néven alakult meg 1905 novemberében. Az 1920-as években érték el legnagyobb sikereiket: München legjobbjai közé tartoztak. 1933-ban a csapat beolvadt az 1. FC München egyesületébe, majd 1936-ban kivált belőle. 1937. október 15-én vette fel a máig hivatalos nevét az egyesület. Jelenleg a csapat a kilencedik osztályban játszik, a Kreisklasse-ban.